# El Bosque
El Bosque – miasto w południowej Hiszpanii w Andaluzji w prowincji Kadyks, położone ok. 101 km od siedziby prowincji. Miejscowość leży wzdłuż rzeki Majaceite oraz na terenie Narodowego Parku Andaluzji i pasma górskiego Sierra de Grazalema. Miasteczko słynie z wyrobu serów wysokiej jakości i produkcji wędlin.